# Yakari (televíziós sorozat, 2005)
A Yakari (eredeti címén Yakari la toison blanche) francia-belga televíziós 2D-s számítógépes animációs sorozat. Franciaországban 2005-ben a France 3 tűzte műsorra. Magyarországon a Minimax sugározta és az RTL Klub vetítette.

## Ismertető
Yakari egy bátor kis indián. Barátai Bölényszem és Szivárvány, akik néha nem értenek vele egyet, de mégis jó barátok és összetartanak. Meg akar tanulni lovagolni és ez sikerül is neki. Jó barátja lesz az állatoknak, ugyanis az emberek többsége sokszor nem bánik jól az állatokkal. Nagysas egy varázserővel rendelkező madár, aki egy tollával megjutalmazza Yakarit bátorságáért és jóságáért. Miután bebizonyítja a törzsnek is, hogy mennyire bátor és okos, attól a naptól viseli fején a tollat. Nagysasnak köszönhetően megtanul az állatok nyelvén is beszélni. Megmenti Kismennydörgés életét is, azóta jó barátok és bátran lovagol a hátán. Kismennydörgés a nyerget és a kantárt nem szereti, ezért Yakari szőrén üli meg. Az idők folyamán sok állattal találkozik, akiknek segít és sok állatnak megmenti az életét.

## Szereplők
- Yakari – A bátor kis indián, aki megtanul lovagolni és az állatok nyelvén is beszél.
- Bölényszem – Yakari barátja, aki sokszor a maga módján akar megtanulni sok mindent, de rájön, hogy Yakari is a segítségére lesz.
- Nagysas – Egy varázserővel rendelkező hatalmas madár, aki sokat segít Yakarinak és megjutalmazza jó tetteiért.
- Kis mennydörgés – Az egyik kedves ló a környéken, Yakarival jó barátok lesznek, miután megtanul lovagolni.
- Villámcsapás – Az egyik kedves ló a környéken, Bölényszem lovagol rajta és Yakarival versenyezik.
- Szivárvány – Yakari barátnője, aki gyakran kíséri Yakarit útjai során.

## Epizódok

### 1. évad (2005-2006)
1. Yakari és a nagy sas
2. Az erdőtűz
3. Az első vágta
4. Őrjöngő farkas
5. A bölénycsorda
6. A pelikán
7. Lassú kígyó repülni tanul
8. Az erdő réme
9. Az ég haragja
10. A felejtés folyója
11. A fehér gyapjú
12. A látogató
13. A tó szörnye
14. A rozsomák bosszúja
15. Yakari és a hódok
16. Yakari és a szürke medve
17. A sziget foglyai
18. A tűzfüggöny
19. Yakari és a kojot
20. A huncut bocsok
21. Yakari és a kondor
22. A farkaskölyök
23. A sziklafal rejtélye
24. Kismennydörgés titka
25. A szivárványkígyó
26. A fehér medve
27. A titokzatos halász
28. A beszélő fák
29. A különös ló
30. A repülő tolvaj
31. Bölényszem a nagyvadász
32. A titokzatos idegen
33. Az ajándék
34. A táncoló medve
35. A szél fia
36. A szentkő
37. Az örök barátok
38. A törött furulya
39. A holdszellem
40. Az ígéret szép szó
41. Az őrjöngő medve
42. Farkas kaland
43. A verseny
44. A préri csillaga
45. A magányos farkas
46. Sebes nyíl és a fehér medve
47. Az éjszakai vendég
48. A titokzatos szemek
49. Az öreg bölény
50. A sas gyermekei
51. A nagy musztáng
52. A vörös nyíl törvény
53. A medvekarom
54. Apák és fiúk
55. A csillagmorzsa
56. Tolvajok nyomában
57. A varjú éneke
58. A viharmadár rikoltása
59. Mentsük meg a fészket
60. Yakari és a kis gida
61. Szivárvány áldozata
62. Holdszellem utolsó utazása
63. Agyag vadászat
64. A bölényszarv
65. A nap magvak
66. A bölény nyomában
67. Együtt sikerül
68. Az álomcsapda
69. Nyugvószikla lovagok
70. A törzsajándéka
71. Kásztor a felnőtt
72. Kutya a farkasok között
73. A kígyótojások
74. A mogorva grizzly
75. A nagy fészek
76. Az óriás bölény
77. A hiúz szeme
78. Fény magvak

### 4. évad (2016)
| #   | #  | Hivatalos cím                       | HIvatalos premier (France 4) | Magyar premier (Minimax) |
| --- | -- | ----------------------------------- | ---------------------------- | ------------------------ |
| 105 | 1  | L'honneur de la tribu               | 2016. október 19.            | 2017. május 8.           |
| 106 | 2  | La colère des corbeaux              | 2016. október 19.            | 2017. május 9.           |
| 107 | 3  | La longue marche d'Oeil-de-Bouillon | 2016. október 19.            | 2017. május 10.          |
| 108 | 4  | La peur de Grand-gris               | 2016. október 20.            | 2017. május 11.          |
| 109 | 5  | La pierre du calumet                | 2016. október 20.            | 2017. május 12.          |
| 110 | 6  | Patte blanche                       | 2016. október 21.            | 2017. május 13.          |
| 111 | 7  | Le cheval bleu                      | 2016. október 21.            | 2017. május 14.          |
| 112 | 8  | Le raton maladroit                  | 2016. október 24.            | 2017. május 15.          |
| 113 | 9  | Vol plané !                         | 2016. október 24.            | 2017. május 16.          |
| 114 | 10 | Sabotage chez les castors           | 2016. október 25.            | 2017. május 17.          |
| 115 | 11 | Yakari et les bois de velours       | 2016. október 25.            | 2017. május 18.          |
| 116 | 12 | La piste du puma                    | 2016. október 26.            | 2017. május 19.          |
| 117 | 13 | La mémoire de Mille-Gueules         | 2016. október 26.            | 2017. május 20.          |
| 118 | 14 | Tout à l'envers                     | 2016. október 27.            | 2017. május 21.          |
| 119 | 15 | Les ennuis du carcajou              | 2016. október 27.            | 2017. május 22.          |
| 120 | 16 | Un ours très paresseux              | 2016. október 28.            | 2017. május 23.          |
| 121 | 17 | La clairière aux esprits            | 2016. október 28.            | 2017. május 24.          |
| 122 | 18 | L'étrange phénomène                 | 2016. október 29.            | 2017. május 25.          |
| 123 | 19 | La chasse au grizzli                | 2016. november 1.            | 2017. május 26.          |
| 124 | 20 | Le sommeil du carcajou              | 2016. november 1.            | 2017. május 27.          |
| 125 | 21 | Le papoose courageux                | 2016. november 1.            | 2017. május 28.          |
| 126 | 22 | Le tomahawk sacré                   | 2016. november 2.            | 2017. május 29.          |
| 127 | 23 | Le grand corbeau blanc              | 2016. november 2.            | 2017. május 30.          |
| 128 | 24 | En route vers les sources chaudes   | 2016. november 3.            | 2017. május 31.          |
| 129 | 25 | La grande soif                      | 2016. november 3.            | 2017. június 1.          |
| 130 | 26 | La première grande escapade         | 2016. november 4.            | 2017. június 2.          |